# Heinz von Randow
Pour les articles homonymes, voir Randow.
Heinz Friedrich von Randow (* 15 novembre 1890 à Grammow - † 21 décembre 1942 en Libye) est un Generalleutnant allemand qui a servi au sein de la Heer dans la Wehrmacht pendant la Seconde Guerre mondiale.

## Biographie
Heinz von Randow est né Grammow au grand-duché de Mecklembourg-Schwerin. Il devient enseigne en 1910, puis après avoir suivi des cours à l'académie militaire, il devient Leutnant (lieutenant) le 20 novembre 1911, cinq jours après son 21e anniversaire. Il entre ensuite dans le 18e régiment de dragons (de) à Parchim.

Avec les dragons Parchim, il combat pendant la Première Guerre mondiale d'abord en France, puis, pendant plusieurs années sur le front de l'Est, surtout près de Dunabourg, puis de Riga. En janvier 1917, il est promu Oberleutnant.

Après la guerre, il devient professeur d'équitation au centre équestre de l'armée de Hanovre. En 1922, il est engagé au 14e Régiment de cavalerie et est promu Rittmeister (capitaine de cavalerie) en 1924. À partir de 1925, il est adjudant d'état-major du régiment et de 1926 à 1929, chef du 2e escadron.

Délibérément, Randow poursuit sa carrière dans la Reichswehr et plus tard dans la Wehrmacht. En 1936, il est promu au grade de Oberstleutnant (Lieutenant colonel) et commandant de la 2e section de son régiment dans la ville de Parchim. En 1938, il devient commandant de le Kavallerieregiment 13 (Régiment de cavalerie) à Lunebourg. La même année, il est promu Oberst (colonel).
Randow prend part à l'invasion de la Pologne en 1939 comme commandant du 13e Régiment de cavalerie. Le 26 octobre 1939, il prend le commandement du 26e Régiment d'infanterie et participe à la campagne de France. En 1941, il prend part à l'invasion de l'Union soviétique en tant que commandant de la 2e brigade de cavalerie au sein de la 1.Kavallerie-Division. Pendant les combats en Russie, il lui est décerné la Croix allemande en or.
En avril 1942, Randow est promu au grade de Generalmajor. En septembre 1942, il prend le commandement de la 21.Panzer-Division, subordonnée au Deutsches Afrikakorps, où il reste jusqu'à sa mort. Le 21 décembre 1942, au sud de la Syrte, en Libye, son véhicule roule sur une mine terrestre et Heinz von Randow décède. Il est enterré au cimetière militaire allemand de Tobrouk. Après sa mort, il est promu au grade de Generalleutnant à titre posthume.

### Vie privée
Le 24 mai 1933, Heinz von Randow épouse Elisabeth von Trotha âgée de 32 ans, fille de l'ancien major d'armée Wilhelm von Trotha et son épouse Irmgard baronne von Cornberg. Le mariage s'est déroulé dans les domaines de Wilhelm von Trotha en Basse-Lusace. Il eut trois enfants.

## Décorations
- Croix de fer[1] (1914)
  - 2e Classe
  - 1re Classe
- Croix hanséatique de Hambourg[1]
- Croix du Mérite militaire de Mecklembourg-Schwerin[1]
  - 2e Classe
  - 1re Classe
- Agrafe de la Croix de fer (1939)
  - 2e Classe
  - 1re Classe
- Croix allemande en Or le 9 décembre 1941 en tant que Oberst et commandant de la 2.Reiter-Brigade/1.Kavallerie-Division[2]